# Éditions Viviane Hamy
Pour les articles homonymes, voir Viviane et Hamy.

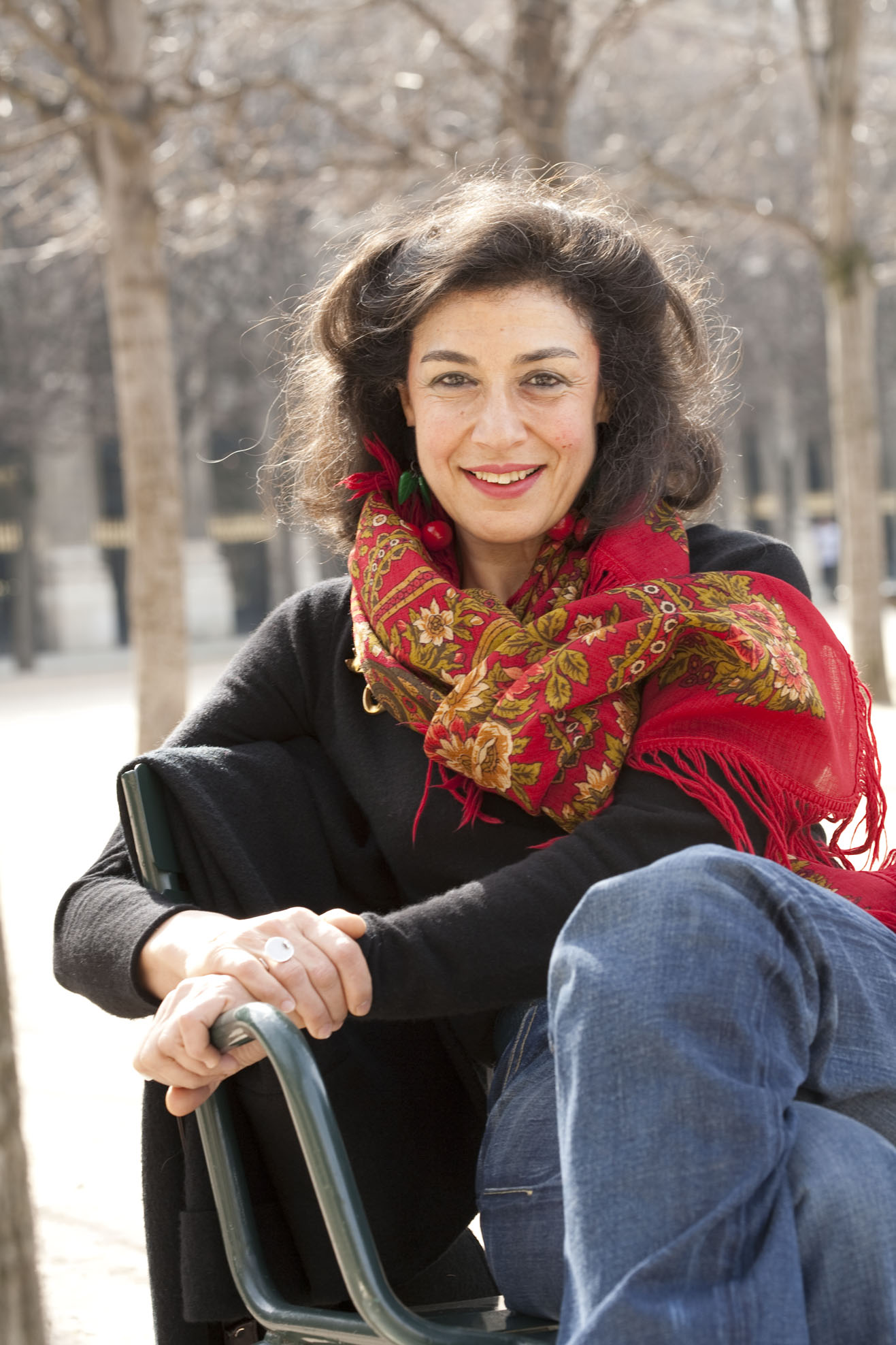
Viviane Hamy, en 2010.

Les Éditions VH ou Éditions Viviane Hamy, sont une maison d'édition française fondée en 1990 par Viviane Hamy.
Installées dans le 11e arrondissement de Paris, elles publient une douzaine de nouveautés par an, sans compter les rééditions en format semi-poche (Bis). Elles éditent notamment Léon Werth, François Vallejo, Cécile Coulon, Alexis Ragougneau, Karim Miské, Dominique Sylvain, Magda Szabó, Gonçalo M. Tavares...
En septembre 2020, les Éditions Viviane Hamy deviennent une filiale de Flammarion.

## Historique et politique éditoriale
Tour à tour représentante en librairie pour les Éditions de la Différence, ou attachée de presse pour les Éditions Belfond et les éditions Laffont, Viviane Hamy parcourt l’édition française depuis 1978. C’est en 1989 qu’elle se retire afin de mettre en œuvre son projet de créer sa propre maison d’édition, à laquelle elle donnera son nom.
Elle déniche trois textes inconnus ou oubliés, qui voient le jour en janvier 1990 : Terre Tranquille, d’Armande Gobry-Valle, Fille des Pierres, de Cécile Tormay (traduit du hongrois), et Les Mémoires du Capitaine Alonso de Contreras (traduit de l’espagnol).
Les Éditions Viviane Hamy choisissent de publier peu, en s’attachant à découvrir de nouvelles voix, ou à redécouvrir des textes oubliés, français et étrangers, accompagnant les auteurs à long terme.

## Les collections
Domaine Étranger
Pour sortir des frontières françaises, l'entreprise édite des auteurs et des textes étrangers, comme les Hongrois (Dezsö Kosztolányi, Magda Szabó, Antal Szerb), mais aussi, les Nordiques (August Strindberg), les Portugais (Gonçalo M. Tavares), les Italiens (Goliarda Sapienza), les Grecs (Dimitris Stefanakis), les Anglo-Saxons (John Glassco, Denton Welch)…
Domaine Français
En France, les éditions Viviane Hamy souhaitent redonner une voix à ceux qui sont passés inaperçus en leur temps, tel Léon Werth, dédicataire du 
Petit Prince de Saint-Exupéry, journaliste et amateur d’art, ou simplement donner la parole aux auteurs contemporains comme François Vallejo (Ouest, Les sœurs Brelan),  Mehtap Teke (Petite, je disais que je voulais me marier avec toi, Au hasard heureux), Claire Wolniewicz (Ubiquité, Terre Légère), ou la benjamine des Éditions, Cécile Coulon (Méfiez-vous des enfants sages).
Collection Chemins Nocturnes
La collection Chemins Nocturnes, pour les romans policiers français, est créée en 1994. Elle comprend aujourd’hui, entre autres, les romans policiers de Fred Vargas, de Dominique Sylvain (Passage du Désir, Guerre Sale), d’Antonin Varenne (Fakirs, Le Mur, le kabyle et le marin), Maud Tabachnik, Estelle Monbrun, Jean-Pierre Maurel, Laurence Démonio et Eric Valz.
Collection Bis
La collection Bis est une réédition en format semi-poche des titres presque épuisés en grand format. En 2015, ce sont au total quarante-huit ouvrages qui ont été réédités dans ce format semi-poche et à prix réduit. 
Collection blanche
La collection blanche regroupe des textes « hors collection », souvent illustrés, comme Les Messieurs, de Gonçalo M. Tavares, ou Saint-Exupéry tel que je l’ai connu, de Léon Werth.

## Romans primés
- Trois saisons d'orage de Cécile Coulon – prix des libraires 2017
- Arab Jazz, Karim Miské : Grand Prix de littérature policière 2012
- Jours d'Alexandrie de Dimitris Stefanakis – Prix Méditerranée étranger 2011
- Monsieur Kraus et la politique, Gonçalo M. Tavares : Prix Littéraire des Jeunes Européens 2011
- Les Mémoires du Montparnasse, John Glassco : Prix Tour Montparnasse 2010
- Apprendre à prier à l’ère de la technique, Gonçalo M. Tavares : Prix du Meilleur Livre Étranger 2010, Grand Prix Littéraire du Web - Cultura 2010
- Fakirs, Antonin Varenne : Prix du polar Michel Lebrun 2009
- L'Homme de cinq heures, Gilles Heuré : Grand Prix littéraire du Web du premier roman 2009
- L'Homme aux cercles bleus, Fred Vargas : Duncan Lawrie International golden Dagger 2009 (Angleterre)
- Sous les vents de Neptune, Fred Vargas : Duncan Lawrie International golden Dagger 2007 (Angleterre)
- Rue Katalin de Magda Szabó – Prix Cévennes du meilleur roman européen 2007
- Ouest de François Vallejo – Prix Ciné Roman Carte Noire 2007, Prix du Livre Inter 2007, Prix Jean-Giono 2006, Prix Millepages 2006
- L'Insoumis, Léon Werth : Prix Henri-Hertz 2006
- Debout les morts, Fred Vargas : Duncan Lawrie International golden Dagger 2006 (Angleterre)
- Ubiquité, Claire Wolniewicz : Prix Librecourt 2006
- Le Voyage des grands hommes, François Vallejo : Prix de l’Académie du Maine 2005, Prix du Roman du Var 2005
- Passage du Désir, Dominique Sylvain : Prix des lectrices ELLE 2005
- Groom, François Vallejo : Prix des libraires 2004, Prix Culture et bibliothèque pour tous 2004
- Pars vite et reviens tard, Fred Vargas : Deutscher Krimipreis 2004 (Allemagne)
- La Porte de Magda Szabó – Prix Femina étranger 2003
- Pars vite et reviens tard, Fred Vargas : Prix du meilleur polar francophone 2002, Prix des lectrices ELLE 2002, Prix des libraires 2002
- Crimes de Sang à Marat-sur-Oise, Colette Lovinger-Richard : Prix du livre de Picardie 2002
- Les Quatre Fleuves, Fred Vargas et Edmond Baudoin : Alph’Art du Meilleur Scénario du festival d’Angoulême 2001
- Strad, Dominique Sylvain : Prix du polar Michel Lebrun 2001
- Madame Angeloso, François Vallejo – Prix du roman France-Télévision 2001
- L'Homme à l’envers, Fred Vargas : Grand Prix du Roman Noir de Cognac 2000, Prix Mystère de la critique 2000
- Vox, Dominique Sylvain : Prix Sang d’Encre 2000
- Refus de témoigner, Ruth Klüger : Prix Mémoire de la Shoah 1998
- Une sorte d’ange, Laurence Démonio : Prix Goya du premier roman 1997
- Debout les morts, Fred Vargas : Prix du Polar de la ville du Mans 1995
- Lumière du Soir, Brigitte Le Treut : Prix François-Mauriac 1994 :
- L’Homme aux cercles bleus, Fred Vargas : Prix du Festival de Saint-Nazaire 1992
- Les Enfances, Michel Calonne : Prix Jean-Giono 1992
- Iblis ou la Défroque du serpent, Armande Gobry-Valle ; Prix Goncourt du premier roman 1991
- Les Mains de Jeanne-Marie, Gisèle Le Rouzic : Prix Terre de France / La Vie 1991